# 大石头水库
大石头水库是中国云南省昆明市嵩明县境内的一座水库，位于普沙河上，建于1955年。水库正常库容为918万立方米，集雨面积为55平方千米，海拔为119米。